# 錦洋幸治
錦洋 幸治（にしきなだ こうじ、1950年1月3日 - 2009年7月16日）は、鹿児島県鹿屋市出身で君ヶ浜部屋（入門時は井筒部屋）に所属した大相撲力士。本名は川崎 悟（かわさき さとる）。最高位は東前頭筆頭（1972年3月場所）。現役時代の体格は178cm、150kg。得意手は押し、右四つ、寄り。
1974年7月大峩 悟（たいが さとる）に改名。

## 来歴
井筒親方（元前頭2・鶴ヶ嶺道芳）の勧誘を受けて、中学を卒業後に井筒部屋へ入門。1965年3月場所で初土俵を踏んだ。当初の四股名は、本名でもある「川崎」。初土俵の同期には、後の大関・大受や前頭・吉王山らがいる。以来、井筒部屋のホープとして期待された。
押しを武器に順調に番付を上げ、1968年11月場所では18歳で十両に昇進。1969年7月場所にて19歳で幕内昇進を果たした時（この場所より四股名を「川崎」から井筒部屋伝統の「錦洋」に改名）には、同い年の大受や貴ノ花と共に、将来の角界を背負って立つ逸材と呼ばれた。東前頭4枚目の地位で迎えた1970年3月場所では、9勝6敗と勝ち越して、生涯唯一の三賞となる技能賞を受賞。西前頭筆頭に進んだ翌5月場所では、6勝9敗と負け越したが、大鵬から初の金星を挙げている。 
しかしこの頃から〈左足が流れる〉という欠陥を指摘され、本人もその矯正に努めたが、それが結果的には出足を鈍らせる事になった。また、糖尿病に罹った事で体の不調を訴える事も増え、それが三役昇進を妨げた。その後1972年3月、師匠の死後の跡目争いの渦中で、元関脇・鶴ヶ嶺昭男の君ヶ濱親方の独立に同行。同年5月より、君ヶ濱部屋所属となった。そのため、同年9月場所限りで「錦洋」の四股名も返上して本名の「川崎」に戻り、暫くしてから大峩 悟（たいが さとる）と改名した（1974年7月）。
川崎の名で取っていた時期は十両に低迷していたが、大峩に改名後再入幕した1975年3月場所では初日から6連勝するなど9勝を挙げると次の場所も勝ち越し、再び幕内上位に戻った7月場所では、3日目に北の湖から5年ぶりの金星を獲得し、復活を印象付けた。しかし間もなく、膝の故障や肝臓の病気などの影響で下位に逆戻りし、最後は幕下50枚目まで番付を落として1977年5月場所後に廃業した。廃業時の年齢は、27歳であった。
廃業後は夫人の故郷の鳥取県米子市で本場ちゃんこ料理店「大峩」を夫人と共に経営していたが、糖尿病の悪化により失明したため、故郷の鹿児島県鹿屋市に戻って再出発した。現在、店は夫人と娘が引き継ぎ経営している。
帰郷してからすぐに、持病の糖尿病の合併症から肝臓病も併発し、人工透析を余儀なくされた。だがその環境下で、鹿児島県立盲学校へ進学する事を決意。学生服を身につけ通学し、相撲部を作って指導したり、地域の学校に土俵をつくるなどをして、地域社会に貢献した。
盲学校では針灸師の資格を取得し、高等部を卒業して専攻科に進学したが、二年生の時に左眼に残っていた僅かな視力も失いかけ、左人差し指の先は血腫で切断する見込みだった為、考え抜いた末1993年11月で盲学校を退学。1993年12月から、実家近くの病院で理学療法士として勤務していた。
2001年2月には糖尿病性壊死で右膝下を切断。障害を抱えながら勤務を続け、第二の人生の歩みを人々に伝える活動として、全国各地で講演の活動も行っていた。
2009年7月16日、脳出血のため死去。享年59。

## 主な成績
- 通算成績：446勝446敗19休　勝率.500
- 幕内成績：183勝217敗5休　勝率.458
- 現役在位：73場所
- 幕内在位：27場所
- 三賞：1回
  - 技能賞：1回（1970年3月場所）
- 金星：2個（大鵬1個、北の湖1個）
- 各段優勝
  - 十両優勝：2回（1969年5月場所・1974年3月場所）
  - 幕下優勝：1回（1968年9月場所）

### 場所別成績
| | 一月場所 初場所（東京） | 三月場所 春場所（大阪） | 五月場所 夏場所（東京） | 七月場所 名古屋場所（愛知） | 九月場所 秋場所（東京） | 十一月場所 九州場所（福岡） |
| --- | ----------------------- | ----------------------- | ----------------------- | --------------------------- | ----------------------- | --------------------------- |
| 1965年 （昭和40年） | x                       | （前相撲）              | 東序ノ口21枚目 3–4      | 東序ノ口10枚目 6–1          | 西序二段83枚目 4–3      | 西序二段45枚目 4–3          |
| 1966年 （昭和41年） | 西序二段12枚目 3–4      | 西序二段24枚目 4–3      | 東序二段3枚目 6–1       | 東三段目46枚目 4–3          | 東三段目24枚目 4–3      | 東幕下99枚目 3–4            |
| 1967年 （昭和42年） | 西三段目9枚目 4–3       | 西幕下92枚目 4–3        | 西三段目21枚目 4–3      | 東三段目6枚目 5–2           | 東幕下44枚目 5–2        | 西幕下27枚目 5–2            |
| 1968年 （昭和43年） | 西幕下16枚目 5–2        | 東幕下11枚目 5–2        | 西幕下3枚目 4–3         | 西幕下筆頭 4–3              | 東幕下筆頭 優勝 7–0     | 東十両6枚目 6–9             |
| 1969年 （昭和44年） | 西十両8枚目 6–9         | 西十両12枚目 9–6        | 西十両8枚目 優勝 12–3   | 西前頭12枚目 9–6            | 西前頭6枚目 7–8         | 西前頭7枚目 8–7             |
| 1970年 （昭和45年） | 東前頭4枚目 7–8         | 東前頭4枚目 9–6 技      | 西前頭筆頭 6–9 ★        | 西前頭2枚目 4–11            | 東前頭6枚目 5–10        | 東前頭11枚目 8–7            |
| 1971年 （昭和46年） | 東前頭9枚目 2–8–5       | 西十両筆頭 10–5         | 東前頭10枚目 8–7        | 東前頭5枚目 6–9             | 西前頭8枚目 10–5        | 西前頭筆頭 7–8              |
| 1972年 （昭和47年） | 東前頭2枚目 8–7         | 東前頭筆頭 5–10         | 西前頭6枚目 5–10        | 西前頭11枚目 5–10           | 東十両2枚目 6–9         | 西十両4枚目 9–6             |
| 1973年 （昭和48年） | 東十両筆頭 5–10         | 東十両8枚目 8–7         | 東十両6枚目 8–7         | 東十両4枚目 6–9             | 東十両9枚目 10–5        | 東十両4枚目 6–9             |
| 1974年 （昭和49年） | 西十両8枚目 7–8         | 東十両10枚目 優勝 12–3  | 西十両2枚目 6–9         | 西十両9枚目 8–7             | 西十両4枚目 7–8         | 西十両6枚目 8–7             |
| 1975年 （昭和50年） | 西十両3枚目 10–5        | 西前頭13枚目 9–6        | 東前頭8枚目 9–6         | 東前頭4枚目 7–8 ★           | 東前頭5枚目 8–7         | 西前頭3枚目 5–10            |
| 1976年 （昭和51年） | 東前頭8枚目 8–7         | 東前頭6枚目 5–10        | 西前頭11枚目 8–7        | 西前頭8枚目 5–10            | 東十両筆頭 4–11         | 東十両7枚目 6–9             |
| 1977年 （昭和52年） | 東十両10枚目 1–14       | 西幕下15枚目 休場 0–0–7 | 西幕下50枚目 引退 0–0–7 | x                           | x                       | x                           |
| 各欄の数字は、「勝ち-負け-休場」を示す。 優勝 引退 休場 十両 幕下 三賞：敢=敢闘賞、殊=殊勲賞、技=技能賞 その他：★=金星 番付階級：幕内 - 十両 - 幕下 - 三段目 - 序二段 - 序ノ口 幕内序列：横綱 - 大関 - 関脇 - 小結 - 前頭（「#数字」は各位内の序列） |                         |                         |                         |                             |                         |                             |

### 幕内対戦成績
| 青葉城   | 4    | 1  | 青葉山 | 0 | 2    | 浅瀬川   | 0 | 3  | 朝登     | 0 | 4 |  |  |  |
| 旭國     | 7    | 3  | 荒勢   | 1 | 1    | 大潮     | 1 | 0  | 大錦     | 1 | 1 |  |  |  |
| 大鷲     | 1    | 3  | 魁輝   | 0 | 2    | 魁傑     | 1 | 6  | 魁罡     | 1 | 1 |  |  |  |
| 海乃山   | 1    | 0  | 和晃   | 2 | 1    | 北瀬海   | 3 | 3  | 北の湖   | 1 | 3 |  |  |  |
| 北の富士 | 1(1) | 5  | 清國   | 2 | 4    | 麒麟児   | 1 | 1  | 蔵間     | 0 | 1 |  |  |  |
| 黒姫山   | 5    | 6  | 高鉄山 | 2 | 5(1) | 琴ヶ嶽   | 0 | 1  | 琴櫻     | 1 | 3 |  |  |  |
| 琴乃富士 | 4    | 2  | 金剛   | 6 | 6    | 白田山   | 2 | 1  | 大麒麟   | 2 | 4 |  |  |  |
| 大受     | 1    | 10 | 大雪   | 3 | 1    | 大鵬     | 1 | 0  | 大文字   | 1 | 0 |  |  |  |
| 大雄     | 1    | 0  | 大竜川 | 1 | 4    | 隆ノ里   | 1 | 0  | 貴ノ花   | 2 | 5 |  |  |  |
| 高見山   | 5    | 7  | 玉輝山 | 3 | 2    | 玉の海   | 0 | 4  | 玉ノ冨士 | 4 | 3 |  |  |  |
| 照櫻     | 1    | 1  | 時葉山 | 6 | 4    | 栃東     | 6 | 11 | 栃勇     | 5 | 0 |  |  |  |
| 栃王山   | 3    | 4  | 金城   | 1 | 1    | 栃富士   | 2 | 1  | 羽黒岩   | 2 | 2 |  |  |  |
| 長谷川   | 3    | 3  | 花光   | 3 | 1    | 播竜山   | 6 | 1  | 福の花   | 4 | 6 |  |  |  |
| 富士櫻   | 4    | 4  | 藤ノ川 | 1 | 2    | 二子岳   | 6 | 8  | 双津竜   | 2 | 3 |  |  |  |
| 前の山   | 1    | 5  | 増位山 | 5 | 1    | 三重ノ海 | 5 | 7  | 明武谷   | 2 | 0 |  |  |  |
| 陸奥嵐   | 6    | 7  | 豊山   | 1 | 1    | 吉王山   | 3 | 1  | 義ノ花   | 3 | 3 |  |  |  |
| 琉王     | 2    | 6  | 龍虎   | 4 | 3    | 若獅子   | 2 | 1  | 若浪     | 4 | 3 |  |  |  |
| 若三杉   | 0    | 1  | 若二瀬 | 5 | 3    | 輪島     | 2 | 4  | 鷲羽山   | 0 | 2 |  |  |  |

## レコード
- 「両国気質」（c/w：流れ花ブルース）（大峩悟/三船浪/鶴ノ海/君ヶ嶺/鶴ヶ浜 名義）